# An Evening with Silk Sonic
| Совокупная оценка    | Совокупная оценка |
| Источник             | Оценка            |
| -------------------- | ----------------- |
| AnyDecentMusic?      | 8.0/10            |
| Metacritic           | 83/100            |
| Оценки критиков      |                   |
| Источник             | Оценка            |
| AllMusic             | [ 3 ]             |
| Clash                | 8/10              |
| Entertainment Weekly | B+                |
| Exclaim!             | 9/10              |
| Gigwise              | [ 7 ]             |
| NME                  | [ 8 ]             |
| Paste                | 7.4/10            |
| Pitchfork            | 6.4/10            |
| Rolling Stone        | [ 11 ]            |
| Sputnikmusic         | 4.5/5             |

An Evening with Silk Sonic — дебютный студийный альбом американской соул-группы Silk Sonic, дуэта состоящего из Бруно Марса и Anderson .Paak, изданный 12 ноября 2021 года лейблами Aftermath и Atlantic.
An Evening with Silk Sonic получил положительные отзывы музыкальных критиков. Песня «Leave the Door Open» возглавила Billboard Hot 100, став восьмым чарттоппером для Марса и получила 4 номинации на Грэмми-2022.

## История
Американские певцы Бруно Марс и Андерсон Паак познакомились в 2017 году во время совместного тура в рамках европейского этапа мирового турне 24K Magic World Tour (2017-18). Эти двое были замечены в студии, работающих с Нилом Роджерсом и Гаем Лоуренсом из Disclosure. Они быстро подружились и решили вместе работать над проектом. В интервью новозеландскому радио диджею Зейну Лоу для радиостанции Apple Music 1 Марс сказал, что большая часть альбома «укоренена в барабанных битах Паака». Он продолжил, сказав, что работает «в обратном направлении от гитары или фортепиано», тогда как «музыка Паака основана на перкуссии, основанной на влиянии старой школы Motown». Они доверяют друг другу звук, который моделирует Silk Sonic. По словам американского продюсера и автора песен D’Mile, группа Silk Sonic стала проектом после того, как Марс, Паак и он начали вместе работать над песней.

## Отзывы
Альбом получил положительные отзывы музыкальной критики и интернет-изданий. Он получил 83 из 100 баллов на интернет-агрегаторе Metacritic. Сайт AnyDecentMusic? дал ему 8.0 из 10.
Энди Келлман из AllMusic заявил, что «игривость дуэта здесь временами граничит с переигрыванием — чаще, чем на их сольных записях. Компромисс заключается в том, что они подталкивают друг друга к новым уровням зрелищности, не угождая публике». Говоря о темах альбома, Тани Левитт из Clash описала его как «альбом о дружбе и чванстве, маскирующийся под альбом любви».
Софи Уильямс из NME похвалила дуэт за «чрезвычайное внимание к деталям» и написала, что песни «богаты и красочны», дополняя «тотальные поп-припевы, пышные гармонии и разговорные куплеты, которые иногда — но сознательно — склоняюсь к музыкальному театру». Кроме того, она считает, что альбом «создан с исключительной тщательностью, он стремится избежать ностальгических атрибутов, но при этом стремится к вневременности».
Джон Долан из «Rolling Stone» назвал альбом «роскошным любовным письмом к соул-музыке семидесятых» и сказал, что «растянутые грувы хита „Leave the Door Open“ или одинаково прекрасного „After Last Night“ настолько исторически точным, что вы почти ожидаете услышать самого Тедди Пендерграсса, когда начинается куплет». Он также считает An Evening with Silk Sonic самым приятным из альбомов Марса.
«Союз Бруно Марса и Андерсона Паака — это плодотворное достижение высочайшего уровня в духе ретро», — написала Аллан Рэйбл из Good Morning America: «„Leave the Door Open“, пожалуй, самая сложная поп-песня за последние десятилетия».

### Итоговые списки
| Публикация              | Список                     | Ранг              | Ссылки |
| ----------------------- | -------------------------- | ----------------- | ------ |
| Billboard               | Best R&B Albums of 2021    | 6                 | [ 20 ] |
| Billboard               | The Best Albums of 2021    | 7                 | [ 21 ] |
| Complex                 | The Best Albums of 2021    | 14                | [ 22 ] |
| Gigwise                 | The 51 Best Albums of 2021 | 16                | [ 23 ] |
| NME                     | The 50 best albums of 2021 | 22                | [ 24 ] |
| Pittsburgh Post-Gazette | The 10 best albums of 2021 | 8                 | [ 25 ] |
| Rolling Stone           | 50 Best Albums of 2021     | 35                | [ 26 ] |
| Spin                    | The 30 Best Albums of 2021 | 30                | [ 27 ] |
| Uproxx                  | The Best Albums Of 2021    | Placed            | [ 28 ] |
| Variety                 | The Best Albums of 2021    | Honorable mention | [ 29 ] |
| Good Morning America    | 50 best albums of 2021     | 6                 | [ 19 ] |

## Список композиций
| №                   | Название                                           | Автор(ы) | Продюсеры                   | Длительность |
| ------------------- | -------------------------------------------------- | --- | --------------------------- | ------------ |
| 1.                  | «Silk Sonic Intro»                                 | Бруно Марс Brandon Anderson Dernst Emile II                                                                       | Бруно Марс D'Mile           | 1:03         |
| 2.                  | «Leave the Door Open»                              | Марс B. Anderson Emile Christopher Brody Brown                                                                    | Марс D'Mile                 | 4:02         |
| 3.                  | «Fly as Me»                                        | Марс B. Anderson Emile James Fauntleroy Sean Anderson                                                             | Марс D'Mile                 | 3:39         |
| 4.                  | «After Last Night» (с Thundercat и Bootsy Collins) | Марс B. Anderson Emile Fauntleroy Stephen Bruner Jonathan Yip Ray Romulus Jeremy Reeves Ray Charles McCollough II | Марс D'Mile The Stereotypes | 4:09         |
| 5.                  | «Smokin Out the Window»                            | Марс B. Anderson Emile                                                                                            | Марс D'Mile                 | 3:17         |
| 6.                  | «Put On a Smile»                                   | Марс B. Anderson Kenneth "Babyface" Edmonds Emile                                                                 | Марс D'Mile                 | 4:15         |
| 7.                  | «777»                                              | Марс B. Anderson Brown Emile                                                                                      | Марс                        | 2:45         |
| 8.                  | «Skate»                                            | Марс B. Anderson Emile Fauntleroy Domitille Degalle J.D. Beck                                                     | Марс D'Mile                 | 3:23         |
| 9.                  | «Blast Off»                                        | Марс B. Anderson Emile                                                                                            | Марс D'Mile                 | 4:44         |
| Общая длительность: | Общая длительность:                                | Общая длительность:                                                                                               | Общая длительность:         | 31:17        |

## Чарты
| Чарт (2021)                            | Высшая позиция |
| -------------------------------------- | -------------- |
| Австралия (ARIA)                       | 4              |
| Австрия (Ö3 Austria)                   | 12             |
| Бельгия/Фландрия (Ultratop)            | 7              |
| Бельгия/Валлония (Ultratop)            | 15             |
| Канада (Canadian Albums Chart)         | 3              |
| Чехия (ČNS IFPI)                       | 68             |
| Дания (Hitlisten)                      | 5              |
| Нидерланды (Album Top 100)             | 4              |
| Финляндия (Suomen virallinen lista)    | 7              |
| Франция (SNEP)                         | 12             |
| Германия (Offizielle Top 100)          | 26             |
| Венгрия (MAHASZ)                       | 9              |
| Ирландия (Irish Albums Chart)          | 5              |
| Италия (Classifica album)              | 18             |
| Япония (Oricon)                        | 10             |
| Япония (Billboard Japan)               | 5              |
| Литва (AGATA)                          | 13             |
| Новая Зеландия (RMNZ)                  | 3              |
| Норвегия (VG-lista)                    | 4              |
| Польша (ZPAV)                          | 45             |
| Португалия (AFP)                       | 7              |
| Шотландия (Scottish Albums Chart)      | 19             |
| Испания (PROMUSICAE)                   | 11             |
| Швеция (Sverigetopplistan)             | 7              |
| Швейцария (Schweizer Hitparade)        | 5              |
| Великобритания (UK Albums Chart)       | 9              |
| Великобритания (UK R&B Albums Chart)   | 1              |
| США (Billboard 200)                    | 2              |
| США (Billboard Top R&B/Hip-Hop Albums) | 1              |

| Чарт (2021)                | Позиция |
| -------------------------- | ------- |
| Нидерланды (Album Top 100) | 61      |

## Сертификации
| Регион                                                                      | Сертификация | Продажи   |
| --------------------------------------------------------------------------- | ------------ | --------- |
| Бразилия (ABPD)                                                             | Платиновый   | 40 000    |
| Канада (Music Canada)                                                       | Золотой      | 40 000    |
| Дания (IFPI Danmark)                                                        | Золотой      | 10 000    |
| Франция (SNEP)                                                              | Золотой      | 50 000    |
| Нидерланды (NVPI)                                                           | Золотой      | 20 000    |
| Новая Зеландия (RMNZ)                                                       | Золотой      | 7500      |
| Великобритания (BPI)                                                        | Золотой      | 100 000   |
| США (RIAA)                                                                  | Платиновый   | 1 000 000 |
| Данные о продажах + прослушиваниях приведены только на основе сертификации. |              |           |